# 별순검 1
《조선과학수사대 별순검 시즌 1》은 MBC 드라마넷에서 2007년 10월 13일부터 2007년 12월 29일까지 방영된 드라마로, 대한제국 시기를 배경으로 미스터리와 과학이 만나는 퓨전 추리 과학 사극이다.
MBC에서 방영된 추리다큐 별순검을 모태로 하고 있으며, 《CSI》나 《춤추는 대수사선》과 같은 추리물을 표방한다. 시즌 1이 인기리에 방영되면서 시즌 3까지 이어졌다.
그리고 2019년 개국한 MBC ON에서 다시 방송 중이다.

## 등장 인물

### 주요 인물
- 류승룡 : 강승조 역 - 경무관, 총지휘관
- 박효주 : 여진/진이 역 - 별순검
- 온주완 : 김강우 역 - 별순검
- 안내상 : 배복근 역 - 별순검

### 경무청
- 하재숙 : 능금 역 - 증거물 분석관
- 김무열 : 오덕 역 - 증거물 분석관
- 이일웅 : 류치경 역 - 검시관

### 별순검의 가족들
- 김정학 : 진이의 오라비 역
- 임소영 : 승조의 아내 역

### 그 외 인물

#### 4회
- 김성오 : 고삼영 역

#### 5회(조선 염직소)
- 최민 : 홍염 장인 박달구 역
- 장소연

#### 6회
- 송영규 : 송시운 역
- 이정길 : 마츠모토 역
- 김결 : 춘식 / 김덕생 역
- 이상홍 : 용득 역
- 손종학 : 화적 우두머리 역
- 장원영 : 화적 무리 역

#### 7회
- 오아랑 : 상궁 역

#### 9회(돌아온 옥이)
- 김소은 : 최수희 역

#### 11회
- 유연석 : 화영 남편 역
- 김재욱 : 송사 구경꾼 역
- 류담 : 송사 구경꾼 역

#### 12, 13회(조선 전기수 이업복)
- 최지연 : 이화경 역
- 전현아 : 이업복의 누나 역
- 이매리 : 칠인가인회 수장 역
- 추헌엽 : 한용수 역

#### 19, 20회(사미완)
- 최수린 : 일본 여인 역

#### 기타
- 권성현 : 이경숙 역
- 최영도 : 용팔이 역
- 이우진 : 인력거꾼 역
- 정수인
- 최윤준 : 포졸 역
- 전헌태 : 김 내관 역
- 김도자
- 이화룡
- 김진호
- 최영도
- 서진욱
- 이용기
- 박정현
- 이병수
- 최석순
- KEN

### 우정출연
- 김청 (4화)

### 특별출연
- 김일란 : (2화)
- 정규수 : 김효원의 아비 역 (2화)
- 김부선 : (2화,12화)
- 서갑숙 :(3화)
- 김용선 :(8화)

## 방영 목록
| 2007년 | 2007년    | 2007년                   |
| 회차   | 방송 일자 | 부제 (서브 타이틀)       |
| ------ | --------- | ------------------------ |
| 1화    | 10월 13일 | 백정 살인사건            |
| 2화    | 10월 13일 | 관속의 딸                |
| 3화    | 10월 20일 | 객주 - 비녀 살해살인사건 |
| 4화    | 10월 20일 | 과부 겁탈사건            |
| 5화    | 10월 27일 | 조선염직소 살인사건      |
| 6화    | 10월 27일 | 권총 살인사건            |
| 7화    | 11월 3일  | 궁녀                     |
| 8화    | 11월 3일  | 자귀나무                 |
| 9화    | 11월 10일 | 돌아온 옥이              |
| 10화   | 11월 10일 | 나쁜 남자                |
| 11화   | 11월 17일 | 연꽃                     |
| 12화   | 11월 17일 | 매분구 살인사건          |
| 13화   | 11월 24일 | 백여령 살인사건          |
| 14화   | 11월 24일 | 백여령 살인사건          |
| 15화   | 12월 9일  | 조선 전기수 이업복       |
| 16화   | 12월 9일  | 조선 전기수 이업복       |
| 17화   | 12월 22일 | 죽음의 경기              |
| 18화   | 12월 22일 | 불탄 시체                |
| 19화   | 12월 29일 | 사미완                   |
| 20화   | 12월 29일 | 사미완                   |
| 2008년 |           |                          |
| 1화    | 2월 9일   | 스페셜                   |
| 2화    | 2월 9일   | 스페셜                   |

## 같이 보기
- 조선 과학수사대 별순검
- 추리다큐 별순검
- 별순검 시즌 2
- 별순검 시즌 3
- 별순검